# Magic Magic
Magic Magic és una pel·lícula de thriller psicològic estatunidenca-xilena del 2013 escrita i dirigida per Sebastián Silva i protagonitzada per Juno Temple, Emily Browning, Michael Cera i Catalina Sandino Moreno.
La pel·lícula es va estrenar el 22 de gener de 2013, al Festival de Cinema de Sundance de 2013. També es va projectar a la Quinzena de Cineastes del 66è Festival Internacional de Cinema de Canes.

## Argument
Alicia (Juno Temple) arriba a Xile en el seu primer viatge internacional per unir-se a la seva cosina Sara (Emily Browning), que hi estudia. Tenen previst embarcar-se en un viatge per carretera amb el xicot de la Sara, l'Agustín (Agustín Silva), la seva germana Bárbara (Catalina Sandino Moreno) i el seu amic Brink (Michael Cera). Tanmateix, la Sara rep una trucada urgent sobre un examen important i ha de deixar enrere l'Alicia. Tot i sentir-se inquieta per quedar-se sola amb el grup, l'Alicia es reconforta amb la seguretat que la Sara tornarà l'endemà. Mentrestant, la resta del grup segueix el seu viatge cap a l'illa on s'allotjaran.
Durant el viatge, esdeveniments inesperats deixen l'Alicia incòmoda per la seva presència al grup. En arribar a l'illa, l'Alicia s'aïlla cada cop més a causa de l'absència de senyal telefònica i del comportament molest d'en Brink. L'endemà al matí, Agustín convida l'Alicia a passejar, i són testimonis que Brink mata un guacamai amb una carabina d'aire comprimit. Enfadada, l'Alicia surt corrents i aconsegueix posar-se en contacte amb la Sara per telèfon, que li informa que no es podrà unir a ells un altre dia. Sentint-se frustrada, l'Alicia torna a l'Agustín i en Brink i es troba amb un gos pastor que més tard la molesta muntant-se a la seva cama. Brink riu de la seva reacció, i l'Agustín persegueix el gos.
Aquella nit, en Brink continua burlant-se de l'Alicia sobre l'incident del gos i lluita juganer amb ella fins que li dóna una puntada de peu al nas per por. Sentint-se no benvinguda i humiliada, l'Alicia torna a trucar a la Sara i revela amb llàgrimes el seu malestar. La Sara confessa que no va a fer la prova, sinó que va a avortar. Més tard, el grup va a bussejar, però l'Alicia es posa extremadament poruga i té un atac de vertigen. Malgrat la preocupació de la Sara per la falta de son de l'Alicia, el grup segueix els seus plans. Aquella nit, l'Agustín hipnotitza l'Alicia, però ella se'n surt quan Brink li diu que posi la mà a la llar de foc i es crema.
Després de l'incident d'hipnosi d'Alícia, la Sara la posa al llit i se'n va amb l'Agustín. L'Alicia comença a patir al·lucinacions de Sara i Brink a la seva habitació. Més tard aquella nit, escolta que els altres parlen d'ella despectivament i troba el rifle d'aire comprimit a l'habitació de Brink, però acaba forçant la seva cara a l'entrecuix abans de marxar. Quan la Sara torna, s'adona que l'Alícia ha cobert tots els miralls. L'endemà, Brink s'enfronta a l'Alicia, però ella nega l'incident. L'Alicia surt corrents i esclata a plorar davant la Melda, que la porta a casa seva per tractar la seva cremada. L'Alicia torna a la cabana i torna a dormir. La Sara suggereix portar l'Alicia a un hospital, però descobreixen que s'ha escapat i ha consumit totes les pastilles per dormir de la Bárbara. La troben a la paret del penya-segat i intenten convèncer-la, però finalment surt i es recupera.
El grup porta l'Alicia a Melda després que pateix una crisi mental. Melda la porta a l'únic sanador de l'illa, que fa un ritual antic que inclou un anyell i música. L'Alicia es calma i està convençuda que ha mort, però la curandera assegura a la Sara que només és temporal. La pel·lícula conclou amb la presa del grup portant Alicia cap a terra ferma en una barca a motor mentre la Sara intenta reanimar-la.

## Repartiment
- Juno Temple com a Alicia, una californiana i cosina de Sara
- Emily Browning com a Sara, cosina d'Alicia i estudiant que viu a Xile
- Michael Cera com a Brink, l'extravagant company i amic d'Agustín
- Catalina Sandino Moreno com a Bárbara, la germana gran d'Agustín
- Agustín Silva com Agustín, el xicot de la Sara

## Recepció
Magic Magic va rebre crítiques mixtes i positives de la crítica. El lloc web de l'agregador de ressenyes Rotten Tomatoes informa que el 68% dels crítics han donat crítiques positives a la pel·lícula, basant-se en 41 ressenyes. El consens del lloc web diu: "Magic Magic troba l'escriptor i director Sebastián Silva en una forma familiar d'assumpció de riscos, habilitat per Juno Temple i un repartiment de conjunt reunit intel·ligentment." A Metacritic, la pel·lícula té una puntuació de 59 sobre 100 basada en 7 crítics, que indica "crítiques mixtes o mitjanes".

## Reconeixements
Magic Magic va paticipar al XLVI Festival Internacional de Cinema Fantàstic de Catalunya on Juno Temple va guanyar el Premi a la millor actriu.